# باسكاب: توني باركر
باسكاب: توني باركر (Baskup - Tony Parker) هو مسلسل رسوم متحركة فرنسي من إنتاج إم 6 وديزني XD.

## القصة
يكتشف بطل كرة السلة توني باركر موهبة فريق هاي فايف، المكون من رودي، ميا، ستيلا، ليو ومايك، ويدربهم من أجل المشاركة في بطولة باسكاب لكرة السلة.

## الأصوات العربية

### الدبلجة اللبنانية
- عبدو حكيم: رودي
- تمارا صعب
- رودي قليعاني
- ندى نصر
- طه العبد
- شادي شمص
- خالد السيد
- عمر الشماع (مدرجة باسم عمر الشمَاع)
- سعد حمدان
- إيمان بيطار
- روزي اليازجي
- حسان حمدان

## وصلات خارجية
- باسكاب: توني باركر على موقع IMDb (الإنجليزية)
- باسكاب: توني باركر على موقع كينوبويسك (الروسية)
- باسكاب: توني باركر على موقع ألو سيني (الفرنسية)
- باسكاب: توني باركر على موقع قاعدة بيانات الفيلم (الإنجليزية)